# مرجان مغزی ریشه‌ای
مرجان مغزی ریشه‌ای (نام علمی: Lobophyllia corymbosa) نام یک گونه از سرده مرجان‌های مغزی لخته‌ای است.